# Türgesh
De Türgesh (Kanaat) was een confederatie van Turkse volksstammen die voortkwam uit het West-Turkse Khaganaat. De Türgesh waren zelf een tak van de Tardush (Tulu, Dulo) van de On Okh (Onoq, tien pijlen) of West-Turken.

## Stichting
De stichting van Türgesh begon met het neerslaan van de aanvallen tegen de Ashina, een clan van de Türgesh. Deze beweging werd in 699 een halt toegebracht door de gevangenneming van Suyab.
De eerste Türgesh-kagan was Yuzlik. Hij was een leider van een yüz er (honderd man). In 706 werd hij opgevolgd door zijn zoon Sakal.

## Leefgebied
In Chinese bronnen werden de Türgesh voor het eerst genoemd in 651, die zich toen ophielden in de vallei van de Ili.
In 730 sloten de Türgesh samen met het Tibetaanse rijk een vredesverdrag met de Chinese Tang-dynastie.

## Verval
In 738 werd Sulu Khaghan, samen met verschillende bondgenoten, verslagen door Ased, de gouverneur van Umayyad in de slag van Sa'n of Kharistan. Bij terugkeer in Balasagun werd hij vermoord door Baga Tarkhan Kül Chor, de leider van de Sary (Gele) Türgesh.
De moord op Sulu Khaghan luidde een burgeroorlog in tussen de Kara (Zwarte) en Sary (Gele) Türgesh. Kül Chor won van zijn rivaal Tumoche (Kara Türgesh) en nam vervolgens het kanaat van de Türgesh op zich.
Kül Chor vermoordde in 739 Hin van de Göktürken, die de rechtmatige kan-heerser was in Tang-dienst. De Tang reageerde door de Kara Türgesh te steunen die in 742 een nieuw kanaat stichtten, de Iltutmish Khutlugh Bilge, die in 753 werd opgevolgd door de Tengrideh Bolmysh.
In 766 eindigde de burgeroorlog van de Türgesh plotseling, met een vermelding in de annalen dat de Karluken de Türgesh vernietigend hadden verslagen.